# Viktor von Hochenburger
Viktor von Hochenburger (24. června 1857 Štýrský Hradec – 9. srpna 1918 Štýrský Hradec) byl rakousko-uherský, respektive předlitavský politik, v letech 1909–1916 ministr spravedlnosti.

## Biografie
Vystudoval práva. Ve volbách roku 1897 byl zvolen za poslance Říšské rady (celostátní zákonodárný sbor), kde reprezentoval městskou kurii, obvod Štýrský Hradec (předměstí). Na poslaneckém postu setrval do konce funkčního období sněmovny, tedy do roku 1901.
Vrchol jeho politické kariéry nastal, když se za vlády Richarda Bienertha stal dodatečně ministrem spravedlnosti. Post si udržel i v následujících vládách (třetí vláda Paula Gautsche a vláda Karla Stürgkha). Funkci zastával v období 10. února 1909 – 21. října 1916. Na zasedání Říšské rady 5. října 1911 se ho pokusili zastřelit dva anarchisté, kteří pronikli na diváckou galerii se zbraní. Výstřely ale nikoho nezranily. Mělo jít o odvetu za razatní postup ministra proti drahotním bouřím v září 1911 ve Vídni, kdy stanný soud během krátké doby odsoudil řadu účastníků výtržností.